# Loplop (platenlabel)
Loplop is een Nederlands platenlabel, dat platen uitbrengt die een mengsel zijn van jazz, geïmproviseerde muziek, wereldmuziek en/of kamermuziek. Het label werd rond 1997 opgericht door jazz-bassist en -tubaïst Tjitze Vogel. Het label is vernoemd naar een imaginaire vogel, loplop, een creatie van de Duitse kunstenaar Max Ernst. 
Op het in Utrecht gevestigde label komen vooral albums uit van in de Domstad gevestigde musici. Enkele namen van musici en groepen die op het label uitkwamen: Tjitze Vogel, Steven Kamperman, Mark Alban Lotz, Zapp String Quartet, Global Village Orchestra, Société, Haytham Safia, Nikos Tsilogiannis, De Bende van Drie en Jeroen Pek.